# Geroy asfalta
Герой Асфальта (originalmente em russo) ou Herói do Asfalto é o terceiro álbum de estúdio do grupo musical russo "Aria". Este é segundo álbum da banda, que mais tarde se tornou "clássico", o primeiro álbum após o colapso quase completo da banda no início de 1987, e o primeiro álbum gravado pela nova formação da banda, com Vitaly Dubinin, Sergey Mavrin e Maxim Lvovich Udalov. "Herói do Asfalto" também é o primeiro álbum lançado oficialmente pela gravadora soviética Melodiya — os dois álbuns anteriores foram lançados por conta própria. O álbum foi um sucesso, suas vendas ultrapassou um milhão de cópias (nos Estados Unidos recebeu o status de platina).
Neste álbum, pela primeira vez, todas as letras foram escritas por Margarita Pushkina. Alexander Elin, que escreveu as letras dos álbuns anteriores, foi para o grupo Master e não trabalhou com a Aria até 2001.
Em 2008, uma turnê foi realizada em homenagem ao 20º aniversário do álbum, lançou um álbum duplo de concertos e um videoclipe “XX Anos de Herói do Asfalto”(em russo, Герой асфальта XX лет) foram lançados. O concerto incluiu o álbum original.
Em maio de 2012, como resultado de uma votação realizada no site openspace.ru, o álbum “Herói do asfalto” subiu para a primeira posição na lista dos 50 principais discos da Melodiya e em 23 de abril de 2013 foi relançado em vinil com uma edição limitada de 500 cópias dentro do projeto “Melody-50" dedicado ao 50º aniversário da empresa.

## História do desenvolvimento
A gravação do álbum foi concluída em setembro de 1987. Foi originalmente lançado em uma versão cassete e consistia em sete faixas. A primeira música gravada em janeiro, quase imediatamente após o colapso do grupo, foi «Дай руку мне» (Dê-me uma mão) (S. Mavrin, V. Dubinin - M. Pushkin). O álbum acabou por ser "denso" no som, com uma forte melodia. Os próprios músicos mixaram a gravação da fita, mas decidiram fazer uma nova mixagem na Melodiya e deram apenas dois dias, e um diretor em tempo integral sentou-se para fazer a mixagem.
O álbum foi censurado. O título originalmente planejado foi «На службе силы зла» (No serviço da força do mal) foi substituído pelo «Герой Асфальта» (Herói do asfalto), mais liberal, e a capa foi alterada de acordo. A sétima canção, «Дай руку мне» (Dê-me uma mão), foi cortado devido ao espaço passar do máximo de 40 minutos de músicas e foi, mais tarde, incluída na coleção «Легенды русского рока» (Legendas do rock russo) e no álbum «Штиль» (Calma). O texto da canção «Баллада о древнерусском воине» (A balada de um antigo guerreiro russo) foi ajustado: a versão original «Куликовской битвой» (A batalha de Kulikovo) foi rejeitada por razões políticas em relação aos tártaros. O texto foi reescrito de tal forma que ele começou a falar sobre a Batalha do Gelo com os cavaleiros teutônicos. Na mesma música, Valery Kipelov leva a nota mais alta durante sua estada em Aria - F# da segunda oitava (no final da música, na frase «Но ни шагу назад!», que, traduzido fica "Não volte nunca mais!").
A música «1100» foi escrita por Pushkina com base nas histórias de seu pai, um veterano da segunda guerra mundial, Anatoly Pushkin. Essa música, composta por Kholsteinin, poderia ter ido ao álbum anterior «С кем ты?» (Com quem você está?), no entanto, outros participantes não aceitaram, considerando-a fraca.
No começo da música «На службе силы зла» (A serviço da força do mal) há um fragmento da música de Santa Lúcia interpretado por Robertino Loretti.

## Lista de faixas
Todas as letras escritas por Margarita Pushkina. 
| N.º | Título                            | Título em português                                              | Duração |  |
| 1.  | "На службе силы зла"              | Servindo a(s) força(s) do mal / No serviço da(s) força(s) do mal | 7:10    |  |
| 2.  | "Герой асфальта"                  | Herói do asfalto                                                 | 5:11    |  |
| 3.  | "Мёртвая зона"                    | Zona de morte                                                    | 6:43    |  |
| 4.  | "1100"                            | 1100                                                             | 4:55    |  |
| 5.  | "Улица Роз"                       | Rua das rosas                                                    | 5:56    |  |
| 6.  | "Баллада о древнерусском воине"   | A balada de um antigo guerreiro russo                            | 8:31    |  |
| 7.  | "Дай Руку Мне (bônus em cassete)" | Dê-me uma mão                                                    | 5:17    |  |

## Créditos
- Valery Kipelov - Vocal
- Vladimir Holstinin - Guitarra
- Sergey Mavrin - Guitarra
- Vitaly Dubinin - Baixo
- MaXim Udalov - Bateria
- Sergey Levshin - Engenheiro de som
- Viktor Vekshtein - Diretor
- Dmitrii Baushev - Artista
- Vasily Gavrilov - Artista de design
- Georgy Molitvin - Fotografia
- Valentin Kudryavtsev - Designer gráfico